# Mateo Ponte
Mateo Ponte Costa (Montevideo, 24 maggio 2003) è un calciatore uruguaiano, difensore del Botafogo e della nazionale Under-20 uruguaiana.

## Caratteristiche tecniche
È un terzino destro.

## Carriera

### Club
Cresciuto nel settore giovanile del Danubio, debutta in prima squadra il 4 febbraio 2021 in occasione dell'incontro di Primera División Profesional vinto 4-0 contro il River Plate (M).

### Nazionale
Nel gennaio del 2023 viene incluso da Marcelo Broli nella rosa della nazionale Under-20 uruguaiana partecipante al campionato sudamericano di categoria in Colombia., arrivando in finale e perdendo contro il Brasile.
L'8 maggio 2023 viene convocato per il Mondiale di categoria in Argentina.
Il 2 giugno 2023 viene convocato per la prima volta in nazionale maggiore.

### Botafogo
Nell'agosto 2023, Mateo Ponte è stato annunciato dal Botafogo per la stagione. Nello stesso mese, Mateo Ponte esordì con la maglia del Botafogo nella vittoria per 3-0 sul Bahia, allo Stadio Nilton Santos, nel 21º turno del Campionato brasiliano.

## Statistiche

### Presenze e reti nei club
Statistiche aggiornate al 28 febbraio 2025.
| Stagione        | Squadra         | Campionato      | Campionato | Campionato | Coppe nazionali | Coppe nazionali | Coppe nazionali | Coppe continentali | Coppe continentali | Coppe continentali | Altre coppe | Altre coppe | Altre coppe | Totale | Totale | Totale |
| Stagione        | Squadra         | Comp            | Pres       | Reti       | Comp            | Pres            | Reti            | Comp               | Pres               | Reti               | Comp        | Pres        | Reti        | Pres   | Reti   |        |
| --------------- | --------------- | --------------- | ---------- | ---------- | --------------- | --------------- | --------------- | ------------------ | ------------------ | ------------------ | ----------- | ----------- | ----------- | ------ | ------ | ------ |
| 2020            | Danubio         | PD              | 10         | 0          | -               | -               | -               | -                  | -                  | -                  | -           | -           | -           | 10     | 0      |        |
| 2021            | Danubio         | SD              | 3          | 0          | -               | -               | -               | -                  | -                  | -                  | -           | -           | -           | 3      | 0      |        |
| 2022            | Danubio         | PD              | 1          | 0          | CU              | 1               | 0               | -                  | -                  | -                  | -           | -           | -           | 2      | 0      |        |
| gen.-ago. 2023  | Danubio         | PD              | 8          | 1          | CU              | 0               | 0               | CS                 | 0                  | 0                  | -           | -           | -           | 8      | 1      |        |
| Totale Danubio  | Totale Danubio  | Totale Danubio  | 22         | 1          |                 | 1               | 0               |                    | 0                  | 0                  |             | -           | -           | 23     | 1      |        |
| ago.-dic. 2023  | Botafogo        | A/RJ+A          | 0+1        | 0          | CB              | 0               | 0               | CS                 | 1                  | 0                  | -           | -           | -           | 2      | 0      |        |
| 2024            | Botafogo        | A/RJ+A          | 6+17       | 0+3        | CB              | 3               | 0               | CS                 | 13                 | 0                  | CInt        | 1           | 0           | 40     | 3      |        |
| 2025            | Botafogo        | A/RJ+A          | 5+0        | 0          | CB              | 0               | 0               | CL                 | 0                  | 0                  | SB+RS       | 1+1         | 0           | 7      | 0      |        |
| Totale Botafogo | Totale Botafogo | Totale Botafogo | 11+18      | 0+3        |                 | 3               | 0               |                    | 14                 | 0                  |             | 3           | 0           | 49     | 3      |        |
| Totale carriera | Totale carriera | Totale carriera | 51         | 4          |                 | 4               | 0               |                    | 14                 | 0                  |             | 3           | 0           | 72     | 4      |        |

## Palmarès

### Competizioni nazionali
- Campionato brasiliano: 1

Botafogo: 2024

### Competizioni internazionali
- Coppa Libertadores: 1

Botafogo: 2024